# Cod ATC A14
Codul ATC A14 Anabolice sistemice este o parte a sistemului de clasificare anatomică, terapeutică și chimică a medicamentelor, un sistem dezvoltat de către Organizația Mondială a Sănătății (OMS) pentru clasificarea medicamentelor și a altor produse medicinale. Subgrupul A14 este o parte a grupului A Tract digestiv și metabolism.
Codurile pentru preparatele de uz veterinar sunt create prin alipirea literei Q în fața codului ATC corespunzător produsului pentru uz uman; de exemplu, QA14. 

## A 14 ASteroizi anabolizanți

### A 14 AA Derivați deandrostan
- A 14 AA 01 Androstanolonă
- A 14 AA 02 Stanozol
- A 14 AA 03 Metandienonă
- A 14 AA 04 Metenolonă
- A 14 AA 05 Oximetolonă
- A 14 AA 06 Quinbolonă
- A 14 AA 07 Prasteronă
- A 14 AA 08 Oxandrolonă
- A 14 AA 09 Noretandrolonă

### A 14 AB Derivați deestren
- A 14 AB 01 Nandrolonă
- A 14 AB 02 Etilestrenol
- A 14 AB 03 Cipionat de oxabolonă